# ピニョーラ
ピニョーラ（イタリア語: Pignola）は、イタリア共和国バジリカータ州ポテンツァ県にある、人口約6,900人の基礎自治体（コムーネ）。

## 地理

### 位置・広がり

#### 隣接コムーネ
隣接するコムーネは以下の通り。
- アブリオーラ
- アンツィ
- ポテンツァ
- ティート

## 行政

### 分離集落
ピニョーラには、以下の分離集落（フラツィオーネ）がある。
- Pantano, Rifreddo, Sciffra, Petrucco, Pozzillo, Molino di Capo, Molino di Piede, Tora

## 自然・環境
当地のピニョーラ沼はいくつかの湧水の水を集めてできたぬかるみの池で、ヨシ、ホソバヒメガマ、オオフトイなどの植物が生えるラムサール条約登録湿地である。イタリアのラムサール条約登録地一覧も参照。

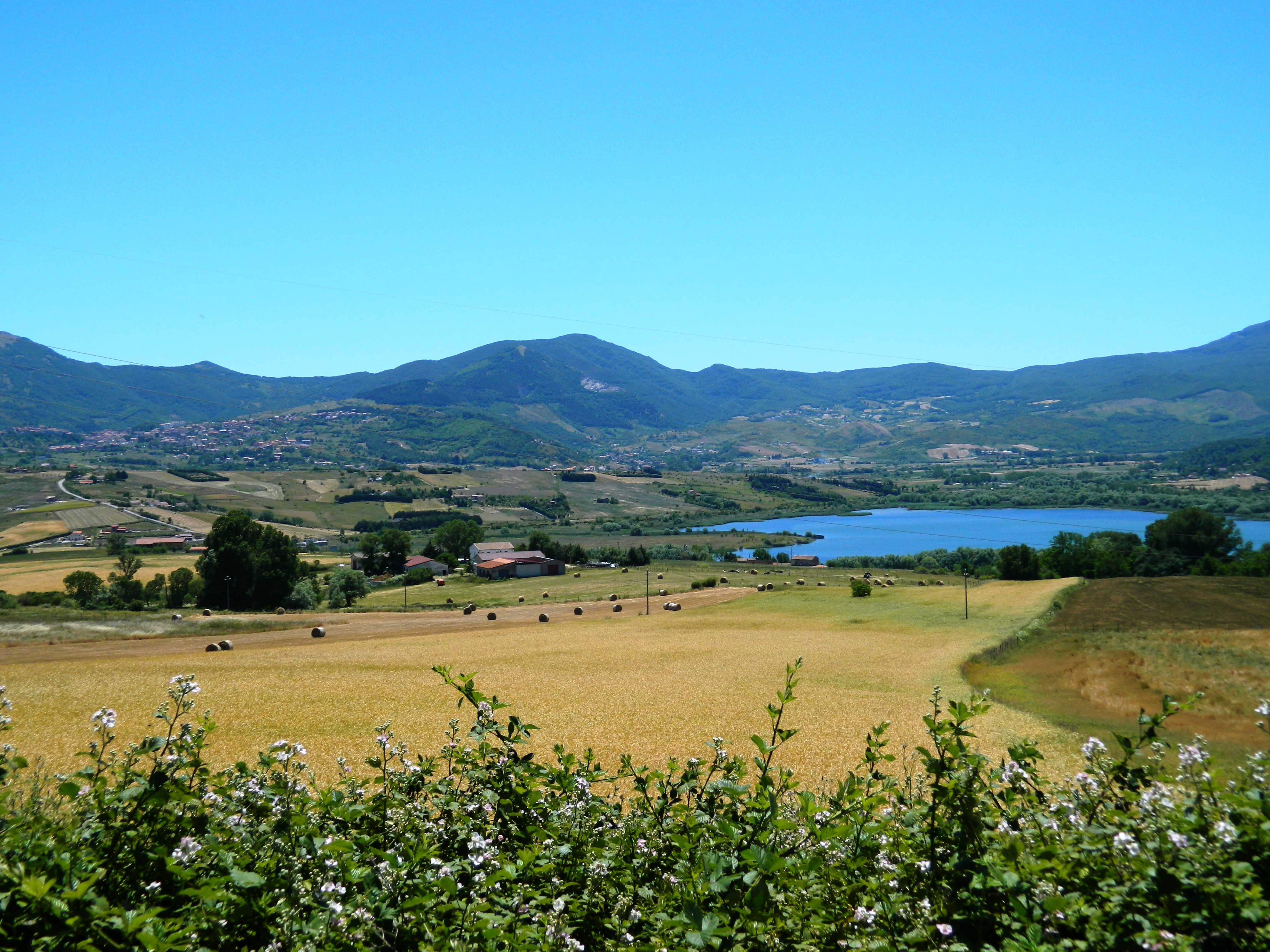
ピニョーラ沼